# يولاند من أراغون
يولاند من أراغون (11 أغسطس 1384 - 14 نوفمبر 1442) كانت مطالبة بالعرش والملكة الاسمية لأراغون والملكة القرينة الاسمية لنابولي ودوقة أنجو وكونتيسة بروفانس والوصية على بروفنس خلال طفولة ابنها.